# Починки (Пензенская область)
Починки — упразднённая деревня в Башмаковском районе Пензенской области. Входила в состав Починковского сельсовета. Ликвидирована в 2001 г.

## География
Располагалась в 5 км к юго-западу от центра сельсовета села Марат, на реке Малая Мошля.

## История
Основана в середине XVIII века. Входила в состав Студенецкой волости Чембарского уезда Тамбовской губернии. После революции административный центр Починковского сельсовета. В разные годы в деревне действовали колхозы «Верный труд» и имени Сталина, затем отделение совхоза имени Марата..

## Население
Динамика численности населения села:
| Год             | 1864 | 1877 | 1896 | 1911 | 1926 | 1930 | 1959 | 1979 | 1989 |
| --------------- | ---- | ---- | ---- | ---- | ---- | ---- | ---- | ---- | ---- |
| Население, чел. | 854  | 1161 | 1480 | 1805 | 1840 | 2024 | 782  | 214  | 13   |